# Мур Філіппа Августа
Мур Філіппа Августа (фр. enceinte de Philippe Auguste) — оборонний мур в середньовічному Парижі, зведений за наказом французького короля Філіпа II Августа:
- на правому березі Сени в 1190—1209 роках;
- на лівому березі в 1200—1215 роках.

Один із трьох середньовічних мурів міста й один із семи (як мінімум), що існували в історії французької столиці. Історична пам'ятка (з 1889).
У 1190 році, перед тим як піти у хрестовий похід, король Філіпп II Август наказав захистити Париж з півночі оборонним муром з вежами й укріпленими брамами. Від річки Сени мур починався на рівні Луврського замку, піднімався на північ до нинішньої вулиці Етьєна Марселя, потім до вулиць Рю-Рамбюто (Rue Rambuteau) і Рю-Фран-Буржуа (Rue des Francs-Bourgeois), повертав під прямим кутом на вулицю Севіньє (Rue de Sévigné) біля нинішньої казарми пожежних і повертався до Сени посередині набережної Целестинців.
У південній частині міста фортечний мур почали зводити через десятиліття після північної. Мур починався біля Сени навпроти Лувру, обіймав нинішній Пантеон і повертався до річки в кінці бульвару Сен-Жермен. В обох частинах муру, північній і південній, було по шість брам і численні вежі. Деякі з веж увійшли в історію, як наприклад Нельська і Сен-Бернар на лівому березі і Барбо на правому.

## Залишки муру

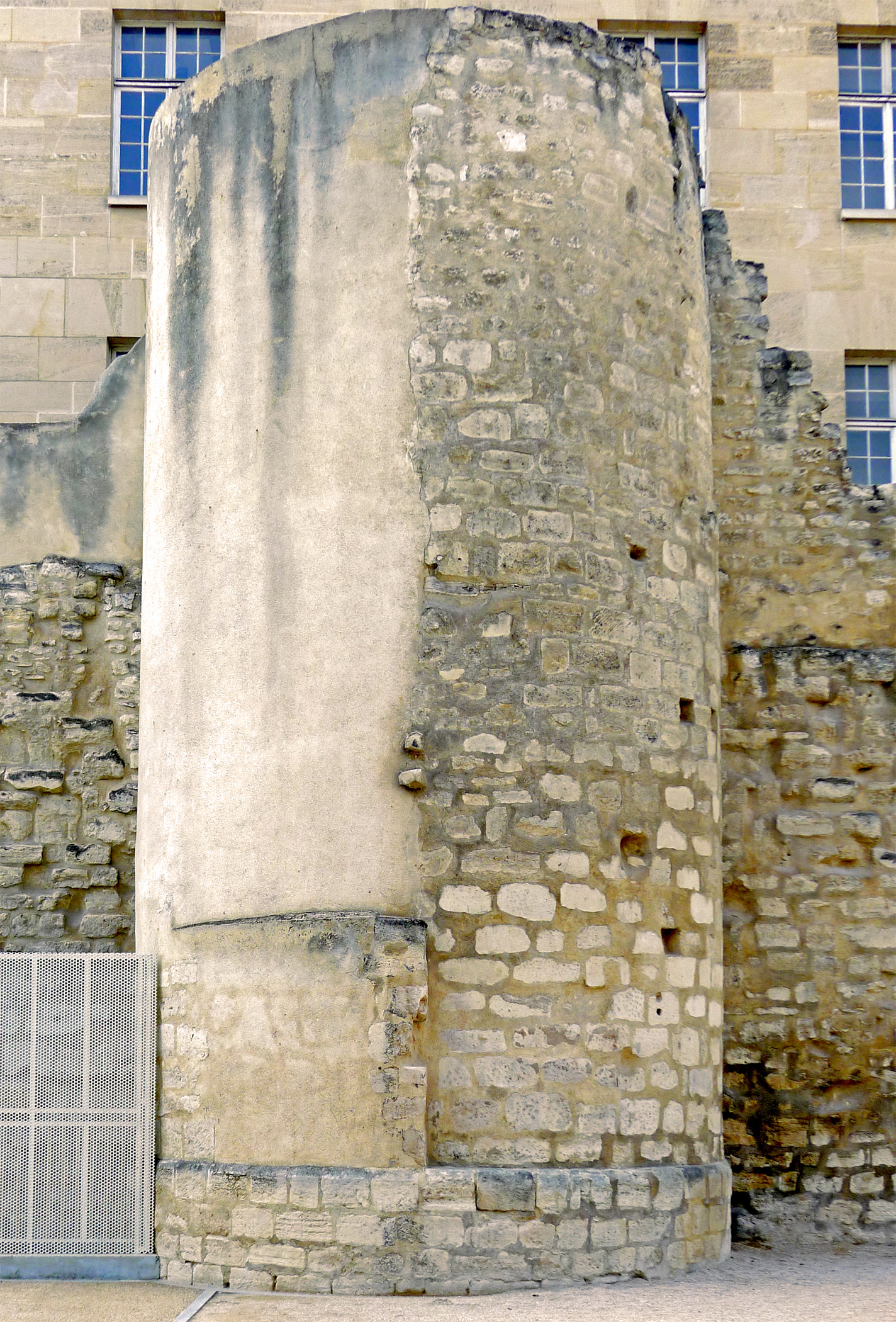
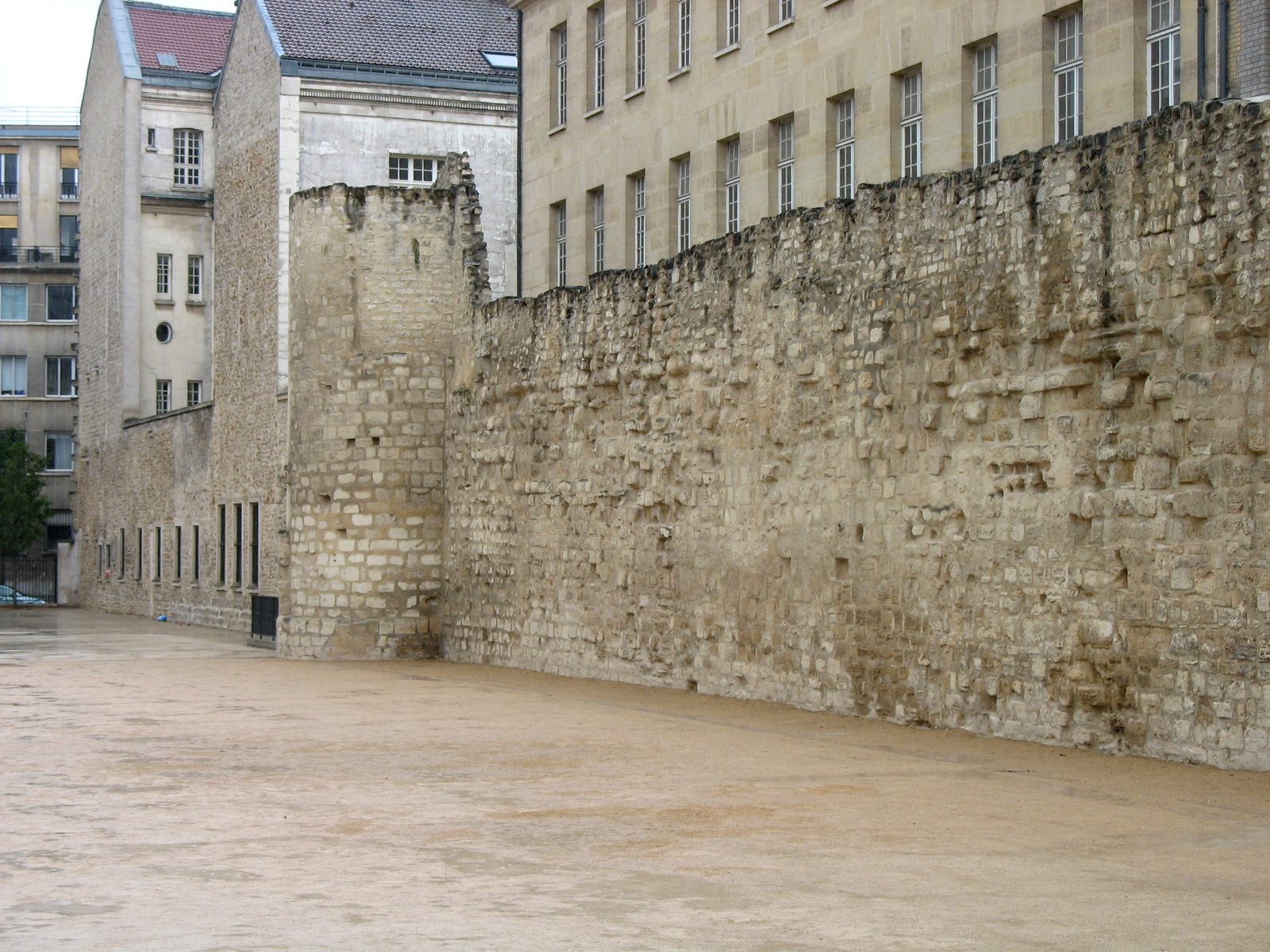
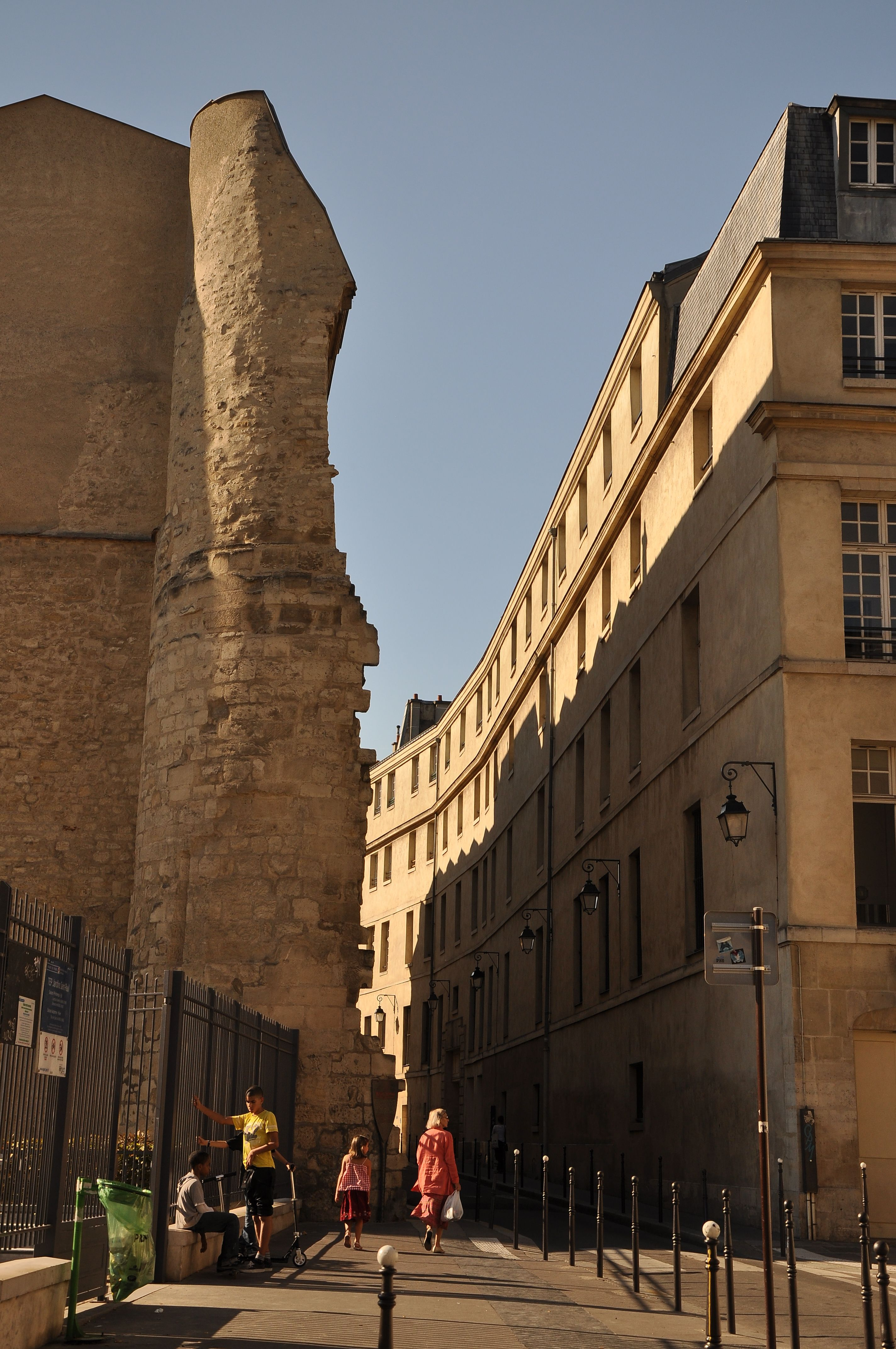
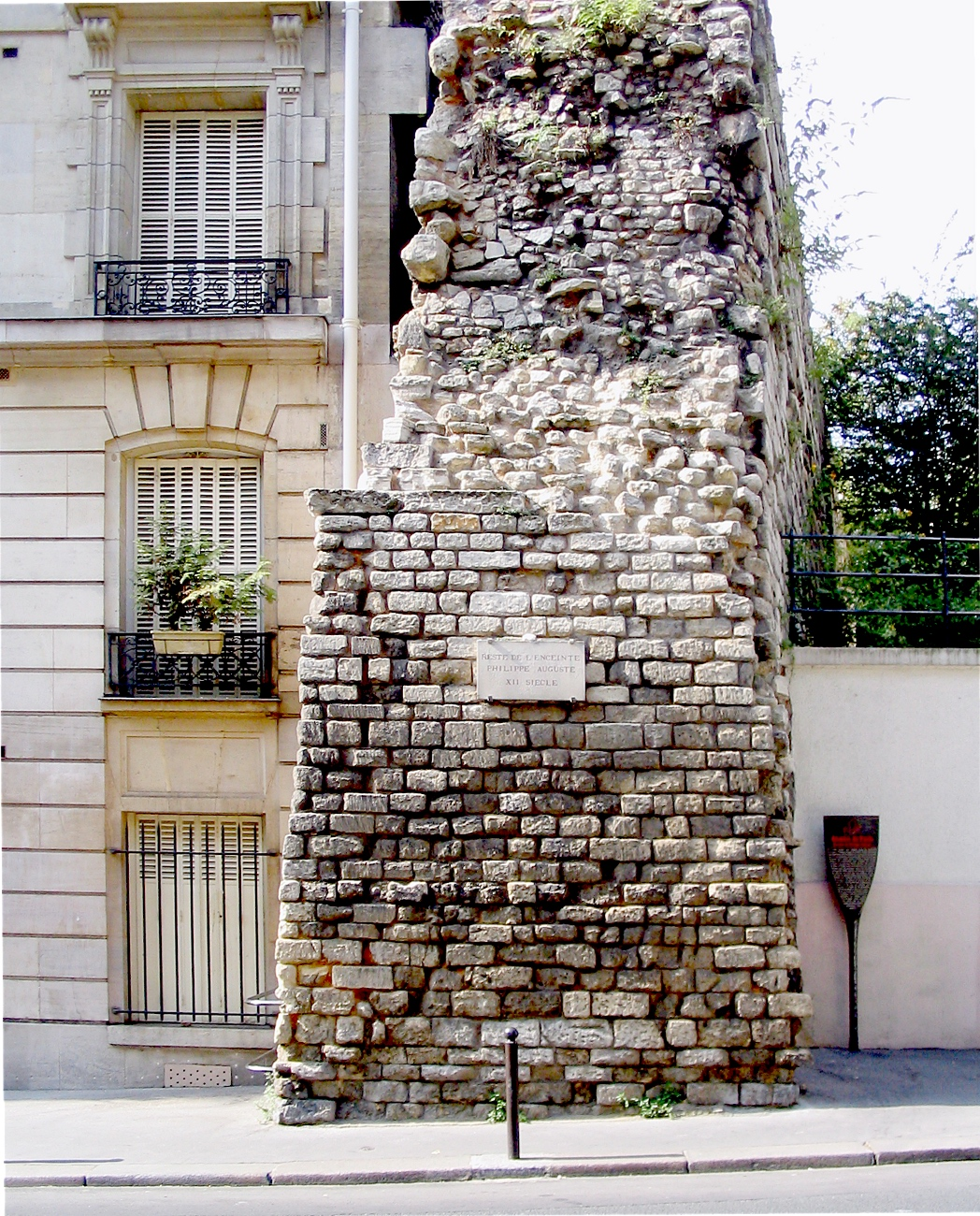